# Forni di Sotto

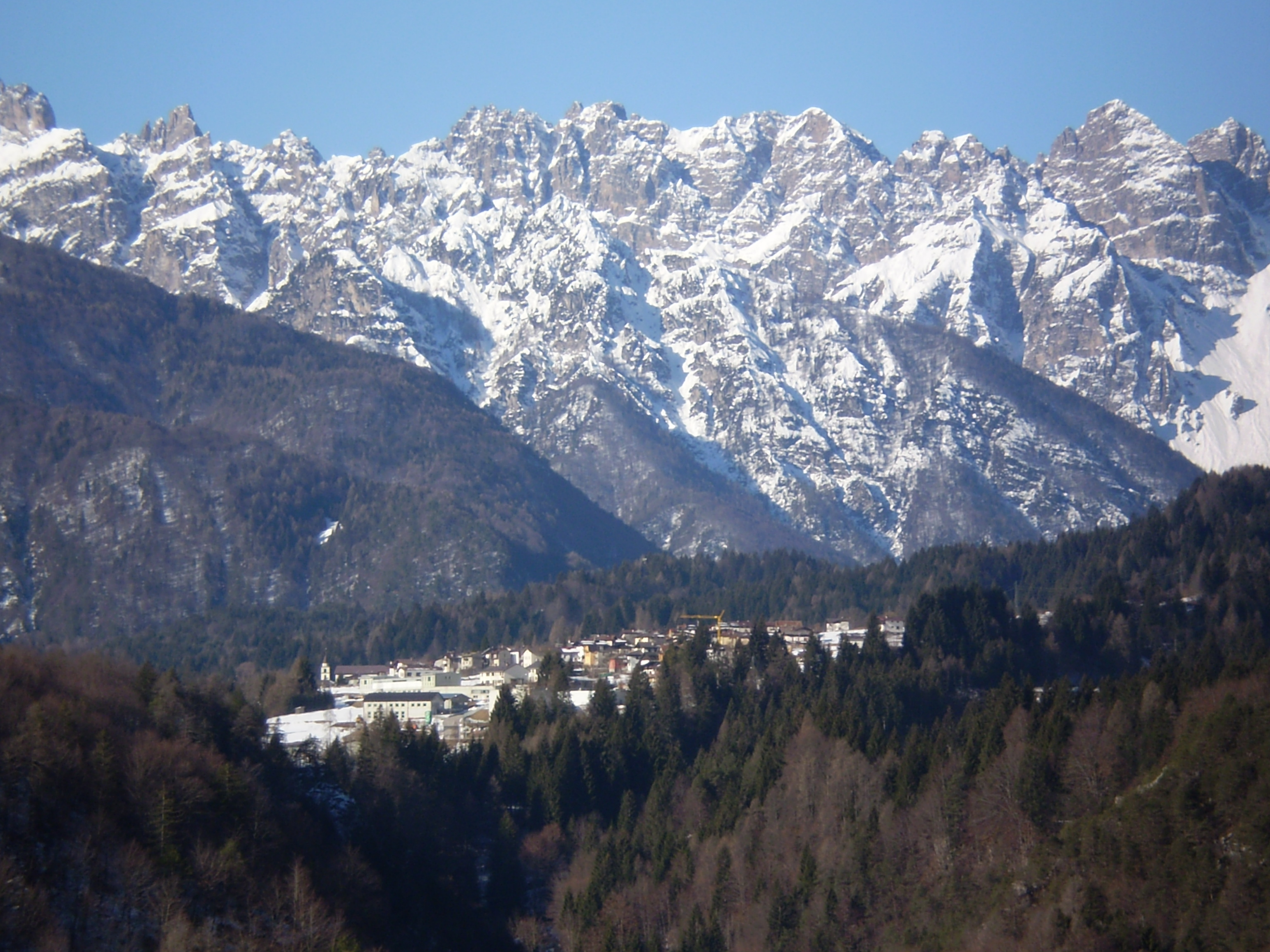
Blick auf Forni di Sotto

Forni di Sotto (furlanisch For Disot) ist eine nordostitalienische Gemeinde (comune) in der Region Friaul-Julisch Venetien mit 530 Einwohnern (Stand 31. Dezember 2023). Die Gemeinde liegt etwa 57 Kilometer nordwestlich von Udine in Karnien am Tagliamento und am Parco naturale delle Dolomiti Friulane und gehört zur Comunità Montana della Carnia. Der Name kommt von „forni“ = „Öfen“, weil hier Mineralien aus den umliegenden Bergwerken geschmolzen wurden.

## Verkehr
Durch die Gemeinde führt die Strada Statale 52 Carnica von Venzone nach Innichen.

## Geschichte
Forni di Sotto hat heute eine moderne Bausubstanz. Das liegt daran, dass im Mai 1944, während des Zweiten Weltkrieges, kurz vor dem Ortseingang eine Einheit der deutschen Wehrmacht von Partisanen angegriffen wurde, wobei ein deutscher Offizier getötet wurde. Als Vergeltung wurde am 26. Mai das Dorf von Panzern umstellt, die Häuser zerschossen, die Ställe mit Flammenwerfern vernichtet und die flüchtenden Einwohner mit MGs beschossen. Heute sind aus der Zeit davor nur die Brunnen der drei Ortsteile erhalten, um die herum das Dorf wiederaufgebaut wurde.